# Triepeolus pacis
Triepeolus pacis är en biart som beskrevs av Cockerell 1925. Triepeolus pacis ingår i släktet Triepeolus och familjen långtungebin. Inga underarter finns listade i Catalogue of Life.